# Decapterus
Decapterus is een geslacht van straalvinnige vissen uit de familie van horsmakrelen (Carangidae). Het geslacht is voor het eerst wetenschappelijk beschreven in 1850 door Bleeker.

## Soorten
- Decapterus akaadsi (Abe, 1958)
- Decapterus koheru (Hector, 1875)
- Decapterus kurroides (Bleeker, 1855)
- Decapterus macarellus (Cuvier, 1833) – Steenmarsbanker
- Decapterus macrosoma (Bleeker, 1851)
- Decapterus maruadsi (Temminck & Schlegel, 1843)
- Decapterus muroadsi (Temminck & Schlegel, 1844)
- Decapterus punctatus (Cuvier, 1829)
- Decapterus russelli (Rüppell, 1830) – Russels horsmakreel
- Decapterus scombrinus (Valenciennes, 1846)
- Decapterus tabl (Berry, 1968)